# Дашти, Али
Али Дашти (перс. علی دشتی‎,
31 марта 1897, остан Бушир – 16 января 1982) – иранский писатель
, политический деятель, сенатор. 
Образование получил в Ираке. С 1921 издавал газету «Шафаге сорх» («Красная заря»), был депутатом меджлиса (избирался между 1928 и 1946 годами).
В 1920-х гг. неоднократно подвергался арестам. Вернулся к политической деятельности в 1941 году.
В 1941–1948 годах – лидер партии справедливости Ирана, выступавшей за конституционную монархию. В 1954 году назначен сенатором, занимая этот пост до Иранской революции 1979 года.
Автор сборников рассказов преимущественно из жизни высших слоев Иранского общества, для которых характерны элементы психоанализа (сборники «Тюремные дни», «Джаду», «Хенду», «Фетнэ»), и сборник статей «Тень».

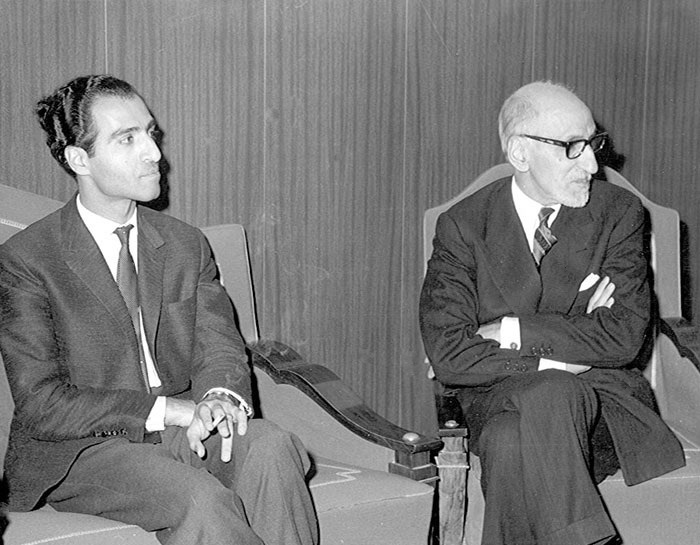
Принц Реза Пехлеви (слева) и Али Дашти